# Авад, Мира
Мира Авад (араб. ميرا عوض‎, ивр. מירה עווד‎, болг. Мира Ауад, род. 11 июня 1975, Кармиэль, Израиль) — израильская певица и актриса арабско-болгарского происхождения.

## Биография
Мира родилась в Кармиэле, затем семья переехала в деревню Рама в северной Галилее. Отец — арабский врач, мать Снежанка родом из Болгарии, активист движения за права женщин. Сейчас Мира Авад живёт в Тель-Авиве.
Мира Авад училась в школе современной музыки и джаза в центре Израиля. Она участвует в постановке Камерного театра, посвящённой арабо-израильскому конфликту, также она участвовала в других проектах, в том числе в кино и на телевидении.
В 2002 году она начала сотрудничать с Ноа (Ахиноам Нини), популярной израильской фолк-певицей. В 2009 году Мира и Ноа выступили на конкурсе песни Евровидение с песней «Эйнайх» («Твои глаза»), также известной как «There Must Be Another Way», заняв 16-е место.
Это решение вызвало неодобрение как еврейских, так и арабских националистов в Израиле.

## Личная жизнь
В 2013 году вышла замуж за Косту Могилевича.